# Republika Serbska
Republika Serbska (RS) (serb. Република Српска; serb., bośn. i chorw. Republika Srpska) – jedna z dwóch części składowych Bośni i Hercegowiny (drugą jest Federacja Bośni i Hercegowiny). Obecny status Republiki Serbskiej uregulowany jest porozumieniem pokojowym, którym zakończyła się wojna w Bośni i Hercegowinie (1992–1995).

## Ludność
Republikę Serbską zamieszkuje ok. 1,2 mln osób (2013); 90% tej liczby stanowią Serbowie, oprócz nich żyją tu głównie Chorwaci i Boszniacy (bośniaccy muzułmanie).

## Prezydenci Republiki Serbskiej
- Momčilo Krajišnik 1991–1992 (przewodniczący Zgromadzenia Ludowego)
- Radovan Karadžić 1992–1996
- Biljana Plavšić 1996–1998
- Nikola Poplašen 1998–1999
- Mirko Šarović 1999–2002
- Dragan Čavić 2002–2006
- Milan Jelić 2006–2007
- Igor Radojičić 1 października 2007–28 grudnia 2007 (tymczasowo)
- Rajko Kuzmanović 28 grudnia 2007–15 listopada 2010
- Milorad Dodik 15 listopada 2010–19 listopada 2018
- Željka Cvijanović 19 listopada 2018–15 listopada 2022
- Milorad Dodik od 15 listopada 2022